# Amina Abdallah Arraf al Omari
Pour les articles homonymes, voir Omari.
Amina Abdallah Arraf al Omari est un personnage fictif, protagoniste d'un canular, créé et interprété par le citoyen américain Tom MacMaster. Son identité représentait une jeune femme blogueuse d'origine américano-syrienne, se présentant comme lesbienne sur son blog intitulé A Gay Girl In Damascus et luttant pour la liberté politique et civile en Syrie. Lors des manifestations syriennes de 2011, un message, soi-disant envoyé par le « cousin » d'Amina explique que cette dernière aurait été enlevée le 6 juin 2011 ; cette histoire prend alors une forte ampleur au sein de la communauté LGBT et est très largement et internationalement médiatisée.
Quelque temps après son prétendu enlèvement, des questions subsistent sur le fait que l'histoire d'Arraf al Omari ne soit qu'une mise en scène. Le 7 juin 2011, Liz Henry, Andy Carvin (en) (journaliste au National Public Radio à Washington), et autres doutent de l'identité de la blogueuse. Les photos qu'elle avait publiées d'elle sur son profil correspondaient à une citoyenne croate résidant au Royaume-Uni sans aucune relation avec la Syrie, le blog, ni même les manifestations dans le pays. Le 12 juin, Ali Abunimah (en) et Benjamin Doherty du site Electronic Intifada mènent de plus amples recherches sur le personnage d'« Amina » qui semblerait être finalement incarné par MacMaster, un citoyen d'origine américaine résidant à Édimbourg. Quelques heures plus tard, Tom MacMaster publie sur le blog d'« Amina » être responsable d'un canular suivi de diffamations.

## Création et impact
MacMaster crée le profil d'Amina Abdallah en tant que personnage fictif ou comme pseudonyme ; MacMaster explique lors d'un entretien avec la National Public Radio (NPR) qu'il ne se souvient pas exactement de la date de création de ce profil. NPR explique que MacMaster aurait découvert les messages d'une certaine Amina dans un forum de discussion sur Yahoo! datant de février 2006. MacMaster explique avoir créé ce profil dans le but de participer plus aisément à des discussions portant sur le Moyen-Orient. MacMaster croyait avoir plus de crédibilité en utilisant ce nom. Sous le nom d'Amina, MacMaster publie sur de nombreux sites, rédige un livre sur ce personnage, et crée finalement un profil fictif sur de nombreux réseaux sociaux. À l'origine, il faisait usage de ce nom pour discuter sur les politiques du Moyen-Orient et la science-fiction, mais décide d'arrêter d'utiliser ce pseudonyme. Eyder Peralta de NPR explique que « […] mais le printemps arabe l'a aidé à refaire surface. »
En février 2011, MacMaster publie sous le profil d'Amina sur le site Internet Lez Get Real (en), utilisé par Bill Graber, un homme de carrure imposante supposant être une lesbienne nommée Paula Brooks. MacMaster et Graber correspondent, et sous le personnage d'Amina, MacMaster flirte avec le personnage de Paula. Graber explique que cette liaison « était un gigantesque crash dans l'imposture [...]. » Sous le nom d'Amina, MacMaster rédigeait de faux messages sur Lez Get Real. MacMaster crée un blog intitulé A Gay Girl in Damascus sous le nom d'Amina. Le premier article rédigé apparaît le 16 février 2011. Cette publication, popularisée par son opinion sur le genre, la sexualité, la politique et la culture syrienne, devient, selon Nidaa Hassan de The Guardian, « incroyablement médiatisé. » Le slogan du blog : « Les pensées d'une lesbienne avisée sur la vie, l'univers et ainsi de suite. »
Le blog gagne en popularité depuis l'article du 26 avril intitulé My Father the Hero, parlant de deux agents de sécurité infiltré dans sa maison pour tenter de l'enlever mais son père réussit à s'enfuir avec elle. Il est par la suite appris que la fille et le père se seraient enfui pour Damas. En mai 2011, Katherine Marsh de The Guardian, par la suite déçue lorsque l'imposture a été révélée, décrit ce blog « brutalement honnête, parlant de sujets longtemps considérés tabou par la culture arabe. » Le personnage d'« Amina » expliquait en cette phrase « bloguer c'est, pour moi, un moyen de ne pas avoir, et je crois que si je pouvais m'exprimer dans tous les sens du terme, les autres pourraient suivre mon exemple et me suivre. »
Selon l'activiste bisexuelle et auteure Minal Hajratwala (en), en mai 2011, MacMaster (sous le profil d'Amina) lui avait écrit pour lui demander conseil sur un livre qu'« elle » rédigeait. Elle explique que MacMaster lui avait envoyé une copie d'une autobiographie du personnage, puis a demandé à Hajratwala d'envoyer le texte à un éditeur. Hajratwala, pour le moment sans connaissance de la véritable identité de MacMaster, ne s'est pas exécutée car le scénario avait besoin d'être retravaillé.

## Blog

### Biographie fictive
Le personnage d'Amina Abdallah Arraf a été créé sous la double citoyenneté américaine et syrienne étant issue d'une mère américaine et d'un père syrien. The Lede Blog (du journal The New York Times) note que la biographie d'Amina indiquait de « très profonde » racines américaines. Elle note être née à Staunton, Virginie, en octobre 1975, et être la fille d'Abdallah Ismail Arraf et de Caroline McClure Arraf. La famille McClure aurait émigré en Virginie depuis Ulster dès 1942.
Sa famille emménage en Syrie alors qu'elle n'était âgée que de six mois, et grandit entre les frontières de deux pays. Elle passe la majeure partie de son temps aux États-Unis dès 1982. Elle réalise son côté lesbien à l'âge de 15 ans, ce qui la terrifiait au plus haut point. Après ses études au Agnes Scott College d'Atlanta, en Géorgie, elle décide de ne pas continuer car trop de lesbiennes dans le campus. Elle retourne en Syrie à l'âge de 26 ans. Là-bas, elle y apprend la langue anglaise avant que son école ne ferme,.
Amina aurait été discriminé aussi bien aux États-Unis qu'en Syrie, mais ne voyait aucun problème à être gay et musulmane, et pensait vivre une expérience dans le but de trouver d'autres femmes lesbiennes potentielles en Syrie.

### Homosexualité
L'homosexualité est illégale en Syrie, passible de trois années de prison, et plutôt rare dans le peuple arabe d'exprimer ouvertement sa sexualité. Bien que le respect des droits de l'Homme soit le plus bafoué en Syrie, selon Human Rights Watch, le personnage d'Amina exprimait librement son orientation, ses expériences et ses aspirations,.
Lors d'une entrevue avec CNN, MacMaster expliquait, sous le profil d'Amina, que son personnage avait confiance en un changement de la politique pour les homosexuels.

### Printemps arabe
Le personnage d'Amina travaillait sur un ouvrage avant sa disparition. Elle gagne en popularité en exprimant son avis sur le printemps arabe face à la répression du gouvernement. Les médias du Moyen-Orient parlent pour la première fois de ce blog aux alentours de mai 2011. Sa famille connaît personnellement quelques membres du gouvernement dont les Frères musulmans, et pour elle être actif dans la politique était « naturel. » Cependant, elle décrit « Malheureusement, dans ma vie, c'est simplement observer la politique syrienne et la commenter en privé. » Amina a été un sujet plutôt controversé au sein du gouvernement syrien durant quelques mois.

### Comptes fictifs
L'un des amis et internautes proches d'« Amina », une réelle personne nommée Sandra Bagaria (qui a plus tard admise ne jamais avoir rencontré Amina en personne, ou par vidéoconférence sur Skype) explique, le 7 juin, que Arraf s'était caché dans « quatre ou cinq différents appartements dans de différentes villes » à travers la Syrie depuis que deux hommes ont pénétré son appartement pour tenter de l'enlever quelques jours auparavant. Bagaria explique que « Amina s'est réveillé au milieu de la nuit et a aperçu son père en train de discuter avec deux jeunes hommes âgés de la vingtaine. Je crois qu'ils ne faisaient que suivre des ordres. Les deux jeunes ne savaient pas ce qu'ils faisaient. » Ils se sont finalement échappé sans Arraf al Omari, mais, « depuis ce jour, il se pourrait qu'ils reviennent. Ce n'était qu'une question de temps. »
En mai 2011, Arraf explique qu'avant de rentrer dans la clandestinité, son père l'a prévenue que les deux jeunes hommes avaient tenté de la retrouver, et l'invite à le retrouver dans un hôtel. Elle suspectait également que son compte e-mail ait été piraté. Selon Bagaria, des semaines avant son enlèvement, Amina voyageait à travers la Syrie, souvent sous couverture ou clandestinement à bord de fourgonnettes. Malgré des menaces d'arrestations, Arraf continuait à rédiger son blog. Le personnage d'Arraf décide de ne pas quitter la Syrie, et souhaite que les manifestants se battent pour une pays libre et une plus juste justice. Elle explique également son approche pacifique.

### Enlèvement fictif
Le personnage d'Amina Arraf est rapporté supposément enlevé par trois hommes armés à Damas alors qu'elle se préparait à rencontrer des manifestants aux alentours de 18 h le 6 juin 2011. Elle marchait prétendument près d'Abbasid près de Fares al Khouri Street. Sur le blog, MacMaster publie sous le pseudonyme de « Rania Ismail », le cousin fictif d'Amina, et rapporte l'événement : « Amina a été kidnappée par trois types âgé de la vingtaine. D'après un témoin (qui souhaite garder son identité secrète), les types étaient armés (...) Ils l'ont poussée dans une Dacia Logan rouge portant un autocollant de Basel Assad. »

## Réactions
Des réactions sur Internet de la communauté LGBT, des médias de masse, et des réseaux sociaux se sont rapidement répandues. Des pages sur Facebook ont été créées en guise de soutien pour la libération d'Arraf. La page Facebook intitulée Free Amina Arraf (« Libérez Amina Arraf ») atteint déjà 10 000 membres dans la nuit du 7 juin ; des activistes ont tweeté en utilisant le hashtag #FreeAmina. Sur le blog d'Arraf, MacMaster, sous le pseudonyme du cousin d'Arraf « Ismail », ne savait pas où était retenu Arraf.
Now Lebanon explique qu'Arraf est l'une des « héroïnes de la Révolution Syrienne », connue pour « ses opinions sur la politique et n'a aucune honte sur son orientation sexuelle. » Le journaliste de Brooklyn, Andrew Belonsky, rédige un article pour le magazine Death and Taxes expliquant que « le gouvernement américain devrait... faire de son possible et influencer la libération d'Arraf... » Le département d'État des États-Unis explique le 7 juin qu'il tentera d'agir pour cette cause.

## Révélation de la supercherie
À la veille du supposé enlèvement, des doutes sur l'identité d'Arraf al Omari grandissent et il est également supposé qu'aucun kidnapping n'a été fait. Liz Henry du blog Middle East Live dirigé par The Guardian explique « j'ai commencé à avoir quelques doutes concernant ses habitudes de parler de personnages fictifs et de la fiction. [...]. » La possibiltié d'une fausse identité a également été discuté dans le programme de BBC World Service, World Have Your Say (en), en compagnie du blogueur Andy Carvin.

### Fausses photos
Le 8 juin, Jelena Lečić, une expatriée croate résidant au Royaume-Uni, clame que les photos censées représenter Arraf al Omari lui appartenaient, forçant The Guardian à effacer et remplacer les photos des précédents articles du journal,,,. Lečić, travaillant auparavant en tant qu'administratrice au Royal College of Physicians de Londres, a été mise au courant de cette histoire par une connaissance, et est apparue dans l'émission de la BBC, Newsnight (en), pour clarifier qu'elle n'était en rien impliquée dans la révolution syrienne et que ces photos ont été utilisées à son insu, sans doute pour représenter une fille qui n'a jamais existé,.

### Identité de l'auteur
Tom MacMaster a grandi à Harrisonburg (Virginie). Il étudie en 1994 à l'université Emory, près d'Atlanta, en Géorgie, possédant des notions en histoire. Il a également étudié à l'université d'Édimbourg en Écosse.

## Accueil
MacMaster explique que quelques individus se seraient intéressés de près à son blog en 2010. À la suite du début des manifestations syriennes anti-gouvernementales, le blogue se popularise. L'attention s'accroît lorsque l'auteure du blog dit avoir été victime de violences policières.
Monica Hesse de Washington Post explique que, depuis la découverte de cette supercherie, des blogueurs, femmes, gays et lesbiennes, et syriens ont exprimé leur mécontentement, vu que le blog n'a en réalité été rédigé que par un citoyen américain d'une importante carrure physique. Hesse explique que « si [MacMaster] n'avait pas été aussi émotionnellement vibrant, détaillé dans ses propos, et semblant si réel, personne n'aurait prêté attention à l'enlèvement d'Amina, personne n'aurait cherché à comprendre et approfondir ce qui lui était réellement arrivé, et personne n'aurait appris qu'il s'agissait en réalité d'un homme originaire de Géorgie. Ce qui signifie que […] MacMaster a bien incarné son personnage. »